# Dünnschnabel-Brillenvogel
Der Dünnschnabel-Brillenvogel (Zosterops tenuirostris) ist eine Vogelart aus der Familie der Brillenvögel. Er ist endemisch auf der Norfolkinsel.

## Beschreibung
Der Dünnschnabel-Brillenvogel erreicht eine Größe von 13 bis 14 Zentimeter und eine Flügellänge von 6,3 bis 6,9 Zentimeter. Der dünne lange Schnabel ist etwas nach unten gekrümmt. Die Oberseite ist graubraun. Oberkopf, Ohrdecken, Oberschwanzdecken, Bürzel sowie die Außensäume der Schwingen und Steuerfedern sind olivgrün, Die Färbung der Zügel und der Nackenseiten ist gelblich. Um die rotbraune Iris verläuft ein weißer Augenring. Kehle, Kropf, Wangen und Kinn sind gelb. Brust und die übrige Unterseite sind dunkelgelb. Die Flanken sind stumpf olivbraun. Die Unterschwanzdecken sind blassgelb. Die Unterflügeldecken sind weiß mit einem schwachen gelblichen Anflug. Schnabel und Füße sind grau.

## Lebensraum und Lebensweise
Der Dünnschnabel-Brillenvogel kommt im selben Lebensraum vor, wie der extrem seltene Weißbrust-Brillenvogel (Zosterops albogularis) und der Graumantelbrillenvogel (Zosterops lateralis). Er bewohnt Regenwälder und hochgewachsene Sekundärwälder, wo er in kleinen Gruppen auf Nahrungssuche geht. Er benutzt seinen langen nach unten gebogenen Schnabel, um die Rindenspalten nach Insekten abzusuchen. Sowohl einheimische als auch exotische Früchte wie die Papaya bereichern das Nahrungsangebot.

## Status
BirdLife International schätzt den Bestand auf 2.000 Exemplare und stuft die Art als stark gefährdet (endangered) ein. Der Bestandsrückgang begann in den 1960er Jahren durch die Rodung der Wälder und durch die Nachstellung durch Ratten und Katzen. Die meisten Individuen leben im Norfolk Island National Park, der 1986 errichtet wurde. Im Rahmen eines aktuellen Erhaltungsprojektes soll der Dünnschnabel-Brillenvogel auf der Phillip-Insel eingeführt werden.